# Лохтога
Лохтога — река в России, протекает в Макарьевском и Нейском районах Костромской области. Устье реки находится в 14 км по левому берегу реки Кондоба. Длина реки составляет 19 км.
Лохтога начинается в заболоченном лесу к северу от села Шемятино. Течёт по ненаселённому лесу на северо-запад.

## Данные водного реестра
По данным государственного водного реестра России относится к Верхневолжскому бассейновому округу, водохозяйственный участок реки — Унжа от истока и до устья, речной подбассейн реки — бассейн притоков Волги ниже Рыбинского водохранилища до впадения Оки. Речной бассейн реки — (Верхняя) Волга до Куйбышевского водохранилища (без бассейна Оки).
Код объекта в государственном водном реестре — 08010300312110000016553.